# Monstera siltepecana
Monstera siltepecana Matuda – gatunek wieloletnich, wiecznie zielonych pnączy z rodziny obrazkowatych, pochodzący z obszaru od Meksyku do Hondurasu, zasiedlający lasy deszczowe strefy równikowej.